# Estado de Fock

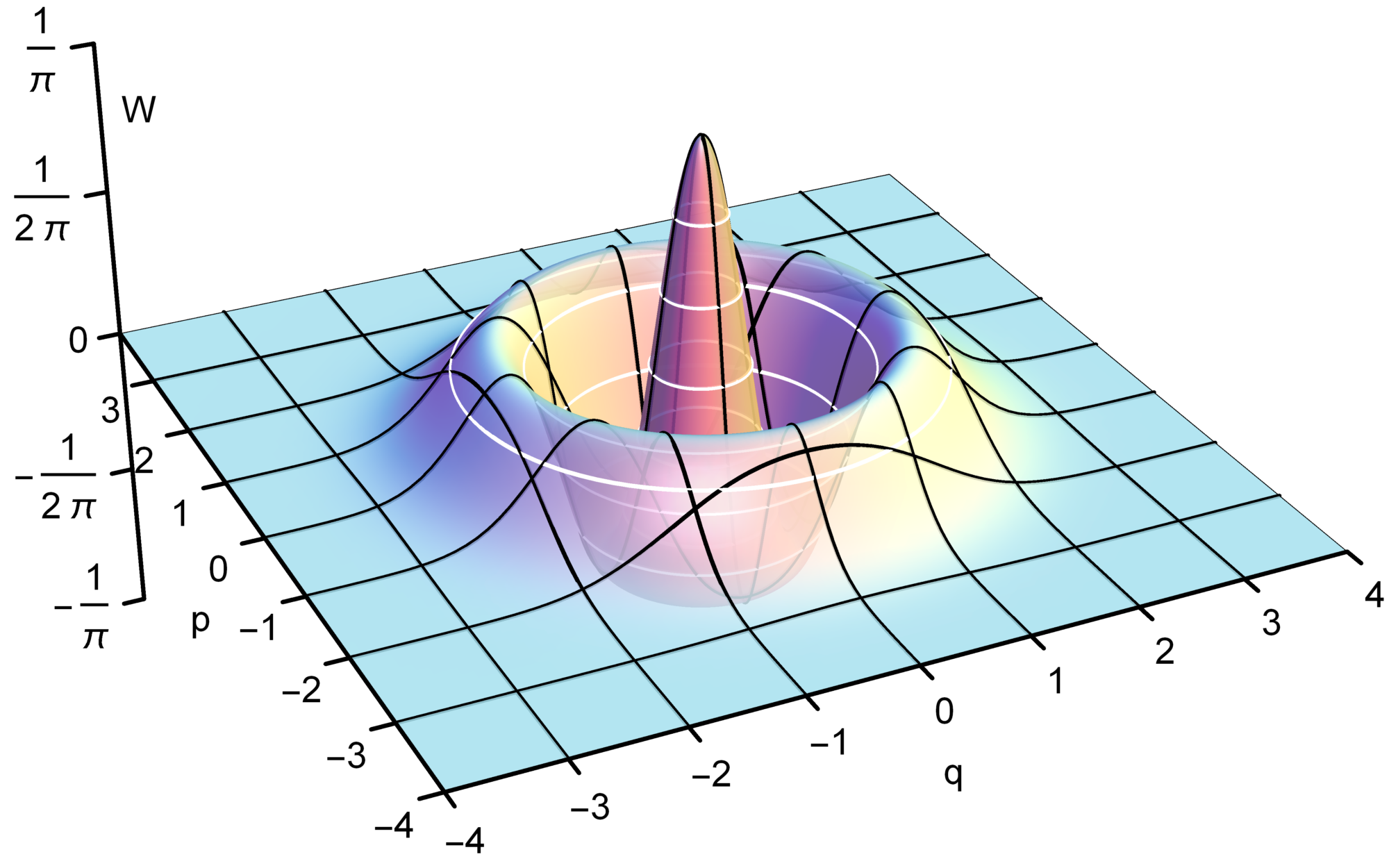
Función de Wigner de un estado de Fock con número de fotones n=2.

Un estado de Fock, en mecánica cuántica, es cualquier estado del espacio de Fock con un número bien definido de partículas en cada estado. El nombre se debe a Vladimir Fock.
De acuerdo con la mecánica cuántica el número de partículas de un sistema cuántico, en un estado físico totalmente general, no tiene por qué estar bien definido resultando posible al hacer una medida del número de partículas diferentes resultados. Sin embargo, en ciertos casos el sistema puede tener un estado físico peculiar en el que el número de partículas sí esté totalmente bien definido, los estados en los que eso sucede son precisamente los estados de Fock.

## Explicación
Si nos limitamos, por simplicidad, a un sistema con un solo tipo de partícula y un solo modo (con lo que formalmente estamos describiendo un oscilador armónico), un estado de Fock se representa por |n>, donde n es un valor entero. Esto significa que hay n cuantos de excitación en ese modo. Así, |0> corresponde al estado fundamental (sin excitación), o estado que representa el vacío cuántico (esto es diferente de 0, que es el vector nulo que no es un estado posible del sistema al no ser un vector unitario, ver más abajo).
Los estados de Fock forman la forma más conveniente de base del espacio de Fock. Están definidos para seguir las siguientes relaciones en álgebra bosónica:

(1){\displaystyle {\begin{matrix}a^{\dagger }|n\rangle =&{\sqrt {n+1}}|n+1\rangle \\a|n\rangle =&{\sqrt {n}}|n-1\rangle \\|n\rangle =&{1 \over {\sqrt {n!}}}(a^{\dagger })^{n}|0\rangle \end{matrix}}}

Donde a (resp. a†) es el operador bosónico de aniquilación (resp. creación). Para álgebra fermiónica se siguen relaciones similares.
El etiquetado de los estados de Fock mediante un número entero se justifica si introducimos el operador número de partículas definido como N = a†a. Si aplicamos este operador a un estado etiquetado como n que satisfaga las relaciones (1) se puede comprobar que:

{\displaystyle a^{\dagger }a|n\rangle =a^{\dagger }(a|n\rangle )=a^{\dagger }({\sqrt {n}}|n-1\rangle )={\sqrt {n}}a^{\dagger }|n-1\rangle ={\sqrt {n}}{\sqrt {(n-1)+1}}|n\rangle =n|n\rangle }

Esto permite comprobar que <a†a>=n, de hecho los estados de Fock son autovectores del operador número de partículas y, por tanto, Var(a†a)=0. Eso implica que la medida del número de partículas N = a†a en un estado de Fock siempre resulta en un valor definido, sin fluctuaciones.